# Gamma Arietis
Gamma Arietis (γ Ari / γ Arietis, conosciuta anche con il nome tradizionale di Mesarthim), è una stella bianco-azzurra di magnitudine 3,88 situata nella costellazione dell'Ariete nei pressi di Beta Arietis. Dista 204 anni luce dal sistema solare e si tratta, in realtà, di una stella binaria, composta da 2 stelle non molto dissimili tra loro, γ1 Arietis e γ2 Arietis.

## Osservazione
Si tratta di una stella situata nell'emisfero celeste boreale; grazie alla sua posizione non fortemente boreale, può essere osservata dalla gran parte delle regioni della Terra, sebbene gli osservatori dell'emisfero nord siano più avvantaggiati. Nei pressi del circolo polare artico appare circumpolare, mentre resta sempre invisibile solo in prossimità dell'Antartide. Essendo di magnitudine 3,9, la si può osservare anche dai piccoli centri urbani senza difficoltà, sebbene un cielo non eccessivamente inquinato sia maggiormente indicato per la sua individuazione.
Il periodo migliore per la sua osservazione nel cielo serale ricade nei mesi compresi fra settembre e febbraio; da entrambi gli emisferi il periodo di visibilità rimane indicativamente lo stesso, grazie alla posizione della stella non lontana dall'equatore celeste.

## Caratteristiche fisiche
γ1 Arietis, sebbene emetta meno luce visibile della compagna, è, considerando la radiazione ultravioletta non percebile dall'occhio umano, più luminosa della compagna, e circa 56 volte più del Sole. Ha una massa circa 2,8 quella del Sole, ed è una stella di tipo spettrale B9.
γ2 Arietis, di magnitudine apparente +4,75 (contro i 4,83 della compagna), è una stella di classe A peculiare, con una massa 2,5 volte quella solare la stella mostra anche un forte campo magnetico ed una elevata concentrazione di silicio.
Il periodo di rotazione di questa stella è di appena 1,6 giorni, ed è catalogata come variabile Alfa2 Canum Venaticorum, mostrando differenze di 0,04 magnitudini nella sua luminosità. 
La coppia di stelle ruota attorno al comune centro di massa in un periodo di oltre 5000 anni, ad una distanza di 500 U.A.